# Anagallis monelli
Espèce
Classification APG II (2003)
Classification APG III (2009)
Anagallis monelli (basionyme), le Mouron de Monel, est une espèce de plantes à fleurs de la famille des Primulaceae selon la classification classique, ou de celle des Myrsinaceae selon la classification phylogénétique APG II.

## Synonymes
- Anagallis collina Schousb.
- Anagallis maritima Mariz & Samp.
- Anagallis linifolia L[1].
- Lysimachia monelli (L.) U. Mann & Anderb., 2009 - synonyme actuel

## Description
- C'est une plante herbacée vivace avec une base de tige ligneuse.
- Ses tiges atteignent 10 à 50 cm de hauteur.
- Ses feuilles sont alternes ou en verticille de 3 feuilles.
- Ses fleurs sont étalées, à pédoncule long de 2 à 3 centimètres.
- Les fleurs sont bleu vif ou rouge vif.
- Les sépales sont plus courts que les pétales (ce qui le différencie de Anagallis foemina)

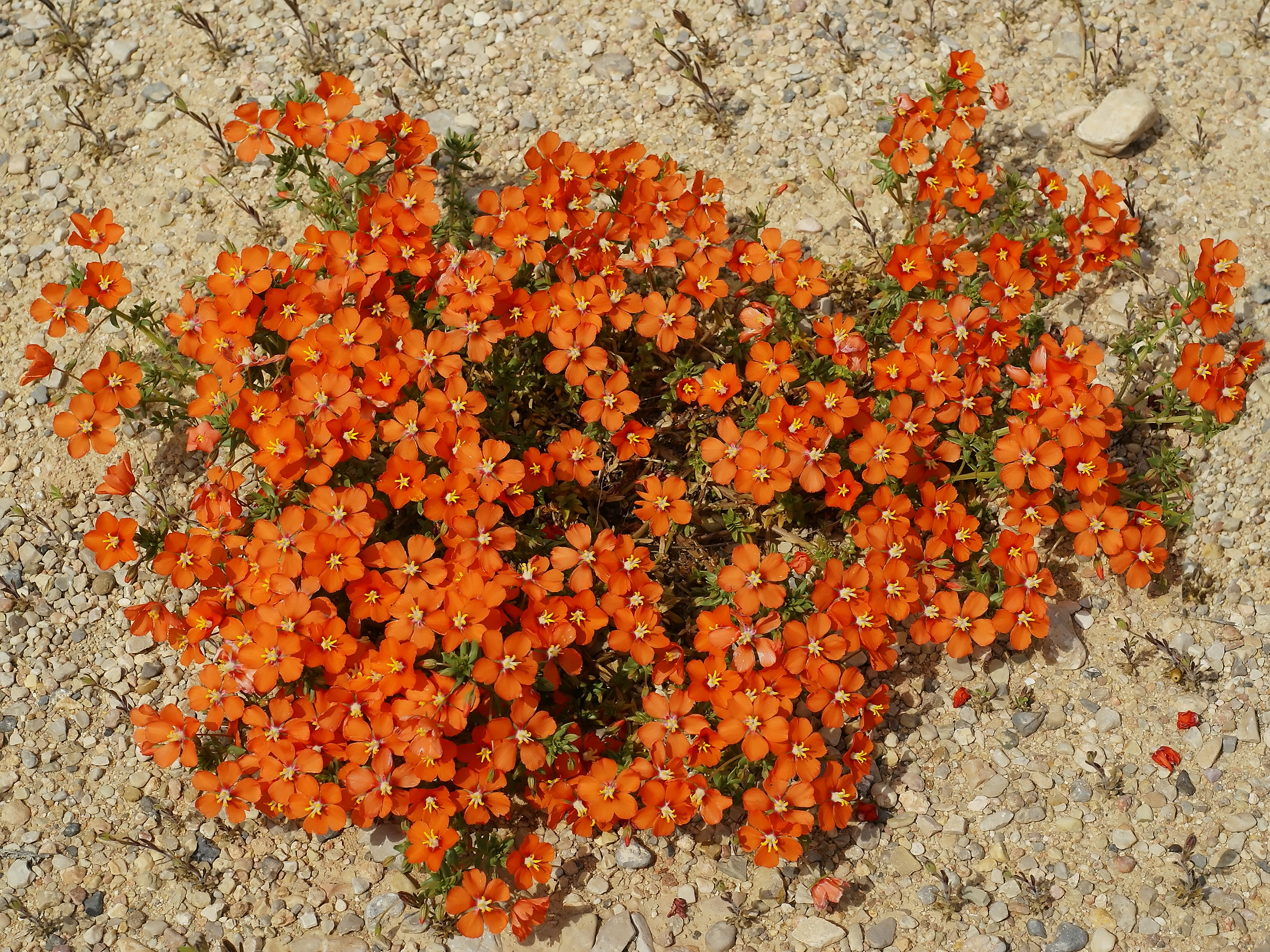
Anagallis monelli à fleurs orange.

## Habitat
Terres cultivées, friches, bord des chemins.

## Répartition
Portugal, Espagne, Sardaigne, Sicile, Italie du Sud.
En France, on la trouve uniquement dans les Bouches-du-Rhône.

## Culture
Cette espèce ou ses hybrides sont cultivés pour leur aspect ornemental.